# Графофон
Графофон (от греч. γράφω — писать и φωνή — звук) — устройство для записи и воспроизведения звука. Представляет собой усовершенствованную версию фонографа. Изобретён Александром Г. Беллом, Чарльзом С. Тейнтером и Чичестером Беллом в 1886 году в Вашингтоне. В том же году они получили патент на своё изобретение. Графофон мог проигрывать восковые валики произвольно большое количество раз и с бо́льшей отчётливостью человеческого голоса. Это устройство принципиально отличалось от фонографа Эдисона, т.к. в нем звук фиксировался резцом на картонном цилиндре с вощеной поверхностью, а не наносился сверху. 
В 1886 году была основана Графофонная компания имени Вольта (The Volta Graphophone Company). Этой технологией заинтересовались инвесторы, которые создали Американскую Графофонную Компанию (American Graphophone Company). Впоследствии произошло слияние обеих компаний, все технологии и патенты Александра Белла и его компаньонов были выгодно проданы.
Патенты, полученные Александром Беллом и сотрудниками Графофонной компании имени Вольта на графофон и дополнительные устройства для него:
1. U.S. Patent № 341,212. A.G. & C.A. Bell & S. Tainter. Reproducing Sounds from Phonograph Records. Patented May 4, 1886[3].
2. U.S. Patent № 341,213. A.G. & C.A. Bell & S Tainter. Transmitting And Recording Sounds By Radiant Energy. Patented May 4, 1886[4].
3. U.S. Patent № 341,214. C.A. Bell & S. Tainter. Recording and reproducing speech and other sounds. Patented May 4, 1886[5].

В 1890-х годах Томас Алва Эдисон использовал преимущества и новшества графофона для создания поздних версий фонографа. В Великобритании для производства графофонов была создана компания Columbia Graphophone Company.
Название «графофон» получилось от перестановки слогов в слове «фонограф».
В 1894 году Эмиль Берлинер усовершенствовал графофон и создал граммофон. Восковой валик был заменён на грампластинку, которая прокручивалась без рукоятки.